# 萨利加奥
萨利加奥（Saligao），是印度果阿邦North Goa县的一个城镇。总人口5553（2001年）。

## 人口
该地2001年总人口5553人，其中男性2816人，女性2737人；0—6岁人口468人，其中男245人，女223人；识字率81.60%，其中男性为86.83%，女性为76.21%。